# Summoning
Summoning er et symfonisk/atmosfærisk black metal-band fra Østrig.
Teksterne er, med undtagelse af albummet Stronghold, alle baseret på J.R.R. Tolkiens Ringenes Herre. Summoning blev dannet i 1993 af Silenius (Michael Gregor), Protector (Richard Lederer) og Trifixion (Alexander Trondl), men sidstnævnte forlod senere bandet.

## Diskografi

### Demoer
- 1993: Dark Ages I
- 1993: Upon The Viking Stallion
- 1994: Anno Mortiri Domini 1959
- 1994: Unavngivet reklamedemo
- 1995: Minas Morgul (samme navn og årstal som albummet)

### Ep'er
- 1997: Nightshade Forests
- 2003: Lost Tales

### Studiealbum
- 1995: Lugburz
- 1995: Minas Morgul
- 1996: Dol Guldur
- 1999: Stronghold
- 2001: Let Mortal Heroes Sing Your Fame
- 2006: Oath Bound
- 2013: Old Mornings Dawn
- 2018: With Doom We Come

### Andet
- 1994: The Urilia Text (splitalbum)
- 2007: Sounds of Middle Earth (bokssæt)